# Provinciale weg 198
De provinciale weg 198 (N198) loopt van Woerden naar Harmelen. 
De N198 begint ten oosten van Woerden met straatnaam Geestdorp, waar na ruim een kilometer een aansluiting is met de N212. Vlak voor de onderdoorgang onder de spoorlijn Utrecht - Rotterdam verandert de straatnaam in Leidsestraatweg. Ten slotte eindigt de weg ten westen van Harmelen bij de aansluiting met de N419.

## Geschiedenis
Oorspronkelijk liep de N198 na Harmelen verder richting De Meern en Utrecht, om uiteindelijk te eindigen bij afrit 8 van de A2. Op dit traject droeg de N198 de straatnamen Dorpsstraat, Utrechtsestraatweg, Veldhuizerweg en C.H. Letschertweg. Tussen 2010 en 2016 is het wegnummer langzaam maar zeker overal verdwenen, behalve op het stuk tussen Woerden en Harmelen.

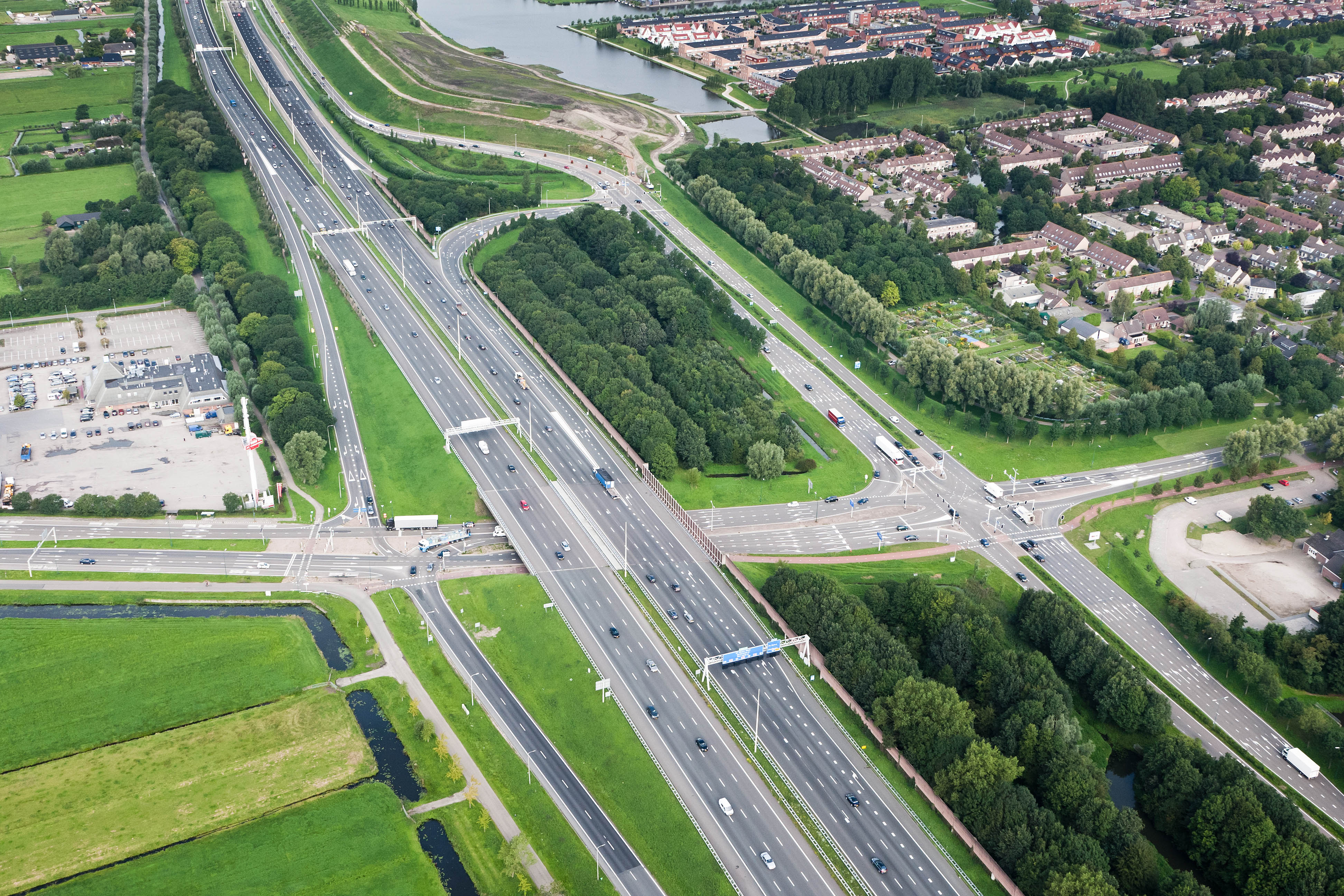
Luchtfoto van het voormalige traject van de N198 ter hoogte van de kruising met de N228 en afrit De Meern van de A12.

N23 · N194 · N196 · N197 · N198 · N199 · N200 · N201 · N202 · N203 · N204 · N205 · N206 · N207 · N208 · N209 · N210 · N211 · N212 · N213 · N214 · N215 · N216 · N217 · N218 · N219 · N220 · N221 · N222 · N223 · N224 · N225 · N226 · N227 · N228 · N229 · N230 · N231 · N232 · N233 · N234 · N235 · N236 · N237 · N238 · N239 · N240 · N241 · N242 · N243 · N244 · N245 · N246 · N247 · N248 · N249 · N250 · N307

N401 · N402 · N403 · N404 · N405 · N406 · N407 · N408 · N409 · N410 · N411 · N412 · N413 · N414 · N415 · N416 · N417 · N418 · N419 · N420 · N421 · N439 · N440 · N441 · N442 · N443 · N444 · N445 · N446 · N447 · N448 · N449 · N450 · N451 · N452 · N453 · N454 · N455 · N456 · N457 · N458 · N459 · N460 · N461 · N462 · N463 · N464 · N465 · N466 · N467 · N468 · N469 · N470 · N471 · N472 · N473 · N474 · N475 · N476 · N477 · N478 · N479 · N480 · N481 · N482 · N483 · N484 · N487 · N488 · N489 · N490 · N491 · N492 · N493 · N494 · N495 · N496 · N497 · N498 · N501 · N502 · N503 · N504 · N505 · N505 (Andijk) · N506 · N507 · N508 · N509 · N510 · N511 · N512 · N513 · N514 · N515 · N516 · N517 · N518 · N519 · N520 · N521 · N522 · N523 · N524 · N525 · N526 · N527 · N806 · N830 · N848

Cursief vermelde wegen zijn voormalige Provinciale wegen